# Qualificazioni al campionato europeo maschile di calcio 1996 - Gruppo 6

## Classifica
| Pos | Squadra          | Pti | G  | V | N | P | GF | GS | DR  |
| --- | ---------------- | --- | -- | - | - | - | -- | -- | --- |
| 1   | Portogallo       | 23  | 10 | 7 | 2 | 1 | 29 | 7  | +22 |
| 2   | Irlanda          | 17  | 10 | 5 | 2 | 3 | 17 | 11 | +6  |
| 3   | Irlanda del Nord | 17  | 10 | 5 | 2 | 3 | 20 | 15 | +5  |
| 4   | Austria          | 16  | 10 | 5 | 1 | 4 | 29 | 14 | +15 |
| 5   | Lettonia         | 12  | 10 | 4 | 0 | 6 | 11 | 20 | -9  |
| 6   | Liechtenstein    | 1   | 10 | 0 | 1 | 9 | 1  | 40 | -39 |

## Risultati
| Data             | Luogo      | Squadra 1        | Risultato | Squadra 2        |
| ---------------- | ---------- | ---------------- | --------- | ---------------- |
| 20 aprile 1994   | Belfast    | Irlanda del Nord | 4 - 1     | Liechtenstein    |
| 7 settembre 1994 | Riga       | Lettonia         | 0 - 3     | Irlanda          |
| 7 settembre 1994 | Eschen     | Liechtenstein    | 0 - 4     | Austria          |
| 7 settembre 1994 | Belfast    | Irlanda del Nord | 1 - 2     | Portogallo       |
| 9 ottobre 1994   | Riga       | Lettonia         | 1 - 3     | Portogallo       |
| 12 ottobre 1994  | Vienna     | Austria          | 1 - 2     | Irlanda del Nord |
| 12 ottobre 1994  | Dublino    | Irlanda          | 4 - 0     | Liechtenstein    |
| 13 novembre 1994 | Lisbona    | Portogallo       | 1 - 0     | Austria          |
| 15 novembre 1994 | Eschen     | Liechtenstein    | 0 - 1     | Lettonia         |
| 16 novembre 1994 | Belfast    | Irlanda del Nord | 0 - 4     | Irlanda          |
| 18 dicembre 1994 | Lisbona    | Portogallo       | 8 - 0     | Liechtenstein    |
| 29 marzo 1995    | Dublino    | Irlanda          | 1 - 1     | Irlanda del Nord |
| 29 marzo 1995    | Salisburgo | Austria          | 5 - 0     | Lettonia         |
| 26 aprile 1995   | Riga       | Lettonia         | 0 - 1     | Irlanda del Nord |
| 26 aprile 1995   | Salisburgo | Austria          | 7 - 0     | Liechtenstein    |
| 26 aprile 1995   | Dublino    | Irlanda          | 1 - 0     | Portogallo       |
| 3 giugno 1995    | Porto      | Portogallo       | 3 - 2     | Lettonia         |
| 3 giugno 1995    | Eschen     | Liechtenstein    | 0 - 0     | Irlanda          |
| 7 giugno 1995    | Belfast    | Irlanda del Nord | 1 - 2     | Lettonia         |
| 11 giugno 1995   | Dublino    | Irlanda          | 1 - 3     | Austria          |
| 15 agosto 1995   | Eschen     | Liechtenstein    | 0 - 7     | Portogallo       |
| 16 agosto 1995   | Riga       | Lettonia         | 3 - 2     | Austria          |
| 3 settembre 1995 | Lisbona    | Portogallo       | 1 - 1     | Irlanda del Nord |
| 6 settembre 1995 | Vienna     | Austria          | 3 - 1     | Irlanda          |
| 6 settembre 1995 | Riga       | Lettonia         | 1 - 0     | Liechtenstein    |
| 11 ottobre 1995  | Vienna     | Austria          | 1 - 1     | Portogallo       |
| 11 ottobre 1995  | Dublino    | Irlanda          | 2 - 1     | Lettonia         |
| 11 ottobre 1995  | Eschen     | Liechtenstein    | 0 - 4     | Irlanda del Nord |
| 15 novembre 1995 | Lisbona    | Portogallo       | 3 - 0     | Irlanda          |
| 15 novembre 1995 | Belfast    | Irlanda del Nord | 5 - 3     | Austria          |